# Albert Meyong
Albert Meyong Zé (Yaoundé, 19 oktober 1980) is een Kameroens voormalig voetballer die speelt als aanvaller. Hij kwam onder meer uit voor Canon Yaoundé, Ravenna, Levante UD en Sporting Braga. Meyong maakte deel uit van de nationale ploeg van Kameroen, die in 2000 bij de Olympische Zomerspelen in Sydney de gouden medaille won.

## Erelijst
Vitória Setúbal
- Portugese beker

2005
| Logo van de Olympische Spelen | Goud | Zilver | Brons | Logo van de Olympische Spelen |
|                               | 1    | 0      | 0     |                               |